# Усали
Усали — село в Мамадышском районе Татарстана. Административный центр Усалинского сельского поселения.

## География
Находится в центральной части Татарстана на расстоянии приблизительно 32 км на запад по прямой от районного центра города Мамадыш у речки Берсут.

## История
Основано во второй половине XVII века, упоминалось также как Усаля. В начале XX века уже были мечеть и мектеб, действовало волостное правление.
В «Списке населенных мест по сведениям 1859 года», изданном в 1866 году, населённый пункт упомянут как казённая деревня Усали (Сюли) 2-го стана Мамадышского уезда Казанской губернии. Располагалась при речке Берсуте, по правую сторону 2-го Чистопольского торгового тракта, в 40 верстах от уездного города Мамадыша и в 15 верстах от становой квартиры в казённой деревне Ахманова (Ишкеево). В деревне, в 64 дворах жили 516 человек (256 мужчин и 260 женщин), была мечеть.

## Население
Постоянных жителей было: в 1782 — 81 душа мужского пола, в 1859—520, в 1897—970, в 1908—1158, в 1920—1236, в 1926—1208, в 1938—1019, в 1949—772, в 1958—828, в 1970—815, в 1979—813, в 1989—668, в 2002 году 553 (татары 100 %), в 2010 году 501.